# Jamoi Topey
Jamoi Wade Lewis (Portmore, 13 gennaio 2000) è un calciatore giamaicano, difensore del Mount Pleasant e della nazionale giamaicana.

## Carriera

### Nazionale
Ha esordito con la nazionale giamaicana il 26 marzo 2019, nell'amichevole persa per 1-0 contro la Costa Rica.

## Statistiche

### Cronologia presenze e reti in Nazionale
| Cronologia completa delle presenze e delle reti in nazionale ― Giamaica | Cronologia completa delle presenze e delle reti in nazionale ― Giamaica | Cronologia completa delle presenze e delle reti in nazionale ― Giamaica | Cronologia completa delle presenze e delle reti in nazionale ― Giamaica | Cronologia completa delle presenze e delle reti in nazionale ― Giamaica | Cronologia completa delle presenze e delle reti in nazionale ― Giamaica | Cronologia completa delle presenze e delle reti in nazionale ― Giamaica | Cronologia completa delle presenze e delle reti in nazionale ― Giamaica |
| Data                                                                    | Città                                                                   | In casa                                                                 | Risultato                                                               | Ospiti                                                                  | Competizione                                                            | Reti                                                                    | Note                                                                    |
| ----------------------------------------------------------------------- | ----------------------------------------------------------------------- | ----------------------------------------------------------------------- | ----------------------------------------------------------------------- | ----------------------------------------------------------------------- | ----------------------------------------------------------------------- | ----------------------------------------------------------------------- | ----------------------------------------------------------------------- |
| 26-3-2019                                                               | San José                                                                | Costa Rica                                                              | 1 – 0                                                                   | Giamaica                                                                | Amichevole                                                              | -                                                                       | 56’                                                                     |
| 30-6-2019                                                               | Filadelfia                                                              | Giamaica                                                                | 1 – 0                                                                   | Panama                                                                  | Gold Cup 2019 - Quarti di finale                                        | -                                                                       | 90’                                                                     |
| 21-1-2022                                                               | Lima                                                                    | Perù                                                                    | 3 – 0                                                                   | Giamaica                                                                | Amichevole                                                              | -                                                                       | 63’                                                                     |
| 30-3-2022                                                               | Kingston                                                                | Giamaica                                                                | 2 – 1                                                                   | Honduras                                                                | Qual. Mondiali 2022                                                     | -                                                                       | 63’                                                                     |
| 7-6-2022                                                                | Kingston                                                                | Giamaica                                                                | 3 – 1                                                                   | Suriname                                                                | CONCACAF Nations League 2022-2023 - 1º turno                            | -                                                                       | 86’                                                                     |
| 14-6-2022                                                               | Kingston                                                                | Giamaica                                                                | 1 – 1                                                                   | Messico                                                                 | CONCACAF Nations League 2022-2023 - 1º turno                            | -                                                                       | 7’                                                                      |
| 9-11-2022                                                               | Yaoundé                                                                 | Camerun                                                                 | 1 – 1                                                                   | Giamaica                                                                | Amichevole                                                              | -                                                                       |                                                                         |
| 14-3-2023                                                               | Kingston                                                                | Giamaica                                                                | 0 – 0                                                                   | Trinidad e Tobago                                                       | Amichevole                                                              | -                                                                       |                                                                         |
| 11-11-2023                                                              | Harrison                                                                | Guatemala                                                               | 0 – 0                                                                   | Giamaica                                                                | Amichevole                                                              | -                                                                       |                                                                         |
| Totale                                                                  |                                                                         | Presenze                                                                | 9                                                                       |                                                                         | Reti                                                                    | 0                                                                       |                                                                         |